# 大川市立木室小学校
大川市立木室小学校（おおかわしりつ きむろしょうがっこう）は、福岡県大川市大字中木室にある市立の小学校。

## 概要
歴史
1873年（明治6年）創立の「木室小学校」を前身とする。数回の改組・改称を経て、現校名になったのは1954年（昭和29年）。2023年（令和5年）に創立150周年を迎えた。
学校教育目標
「自ら学び、心豊かに、たくましく未来を生きる子どもの育成」
校章
桜の花弁を背景にして、中央に校名の「木室」の文字（縦書き）を配している。
校歌

通学区域
大川市行政区名による「中木町、下木佐木町、下牟田口町、荻島大橋町、本木町、中白町、下白町」。中学校区は大川市立大川桐薫中学校。

## 沿革
- 1873年（明治6年）3月 - 下木佐木村の三島神社前に「木室小学校」が創立。
- 1875年（明治8年）3月 - 「八院小学校」が創立。日吉神社を校舎とする。間もなく、八院小学校は「木室小学校 八院分校」となる。
- 1886年（明治19年）11月 - 小学校令の施行により、簡易科（3年制）を設置の上、「簡易木室小学校」に改称。
- 1889年（明治22年）4月1日 - 町村制の施行により、三潴郡10村（中木室、下木佐木、下牟田口、荻島、大橋、本木室、中八院、上白垣［大部分］、下白垣、下八院）が合併の上、「木室村」が発足。
- 1892年（明治25年）- 尋常科（4年制）を設置の上、「木室尋常小学校」（4年制）となる。
- 1908年（明治41年）4月 - 改正小学校令により、尋常科（義務教育）が4年制から6年制に改められる。尋常科5年を新設。
- 1909年（明治42年）4月 - 尋常科6年を新設。
- 1916年（大正5年）4月 - 高等科を併置の上、「木室尋常高等小学校」（尋常科6年・高等科2年）に改称。校舎を下木佐木の三島神社の南西側に移転。
- 1934年（昭和9年）4月 - 八院尋常小学校を統合。現在地に移転。
- 1941年（昭和16年）4月1日 - 国民学校令施行により、「木室村国民学校」に改称。尋常科を初等科に改める。
- 1947年（昭和22年）4月1日 - 学制改革が行われる（六・三制の実施）。
  - 国民学校初等科は、新制小学校「木室村立木室小学校」に改組・改称。
  - 国民学校高等科は、青年学校普通科とともに、新制中学校「木室村立木室中学校」に改組・改称。
- 1954年（昭和29年）4月1日 - 三潴郡1町（大川）5村（三又・田口・川口・木室・大野島）の合併により、「大川市」が発足。これにより「大川市立木室小学校」（現校名）に改称。
- 1958年（昭和33年）- 福岡学芸大学教育実習校の委嘱を受ける（2年間）。
- 1960年（昭和35年）
  - 4月 - 田川市立中学校2校（木室・田口）の統合により、中学校区が大川市立大川東中学校となる。
  - 7月 - プールが完成。
- 1975年（昭和50年）- 校舎の全面改築が完了。
- 2020年（令和2年）4月 - 田川市立中学校2校（大川東・三又）の統合により、中学校区が大川市立大川桐薫中学校となる。
- 2024年（令和6年）4月 - 大川市立小学校で2学期制が導入される[2]。

## 交通
最寄りの鉄道駅
- 西日本鉄道 西鉄天神大牟田線 「八丁牟田駅」（三潴郡大木町）

最寄りの幹線道路
- 国道385号 「木室コミセン入口」交差点
- 国道442号 「木室コミセン北」交差点
- 国道385号・国道442号「木室小学校東」交差点

## 周辺
- 大川市木室コミュニティセンター
- 木の香園児童支援センター
- 木室郵便局

## 参考資料
- 「大川市誌」（1977年（昭和52年）12月21日発行, 大川市）p.1279～ 教育・文化（p.1288～p.1289 木室小学校）